# 献血カード

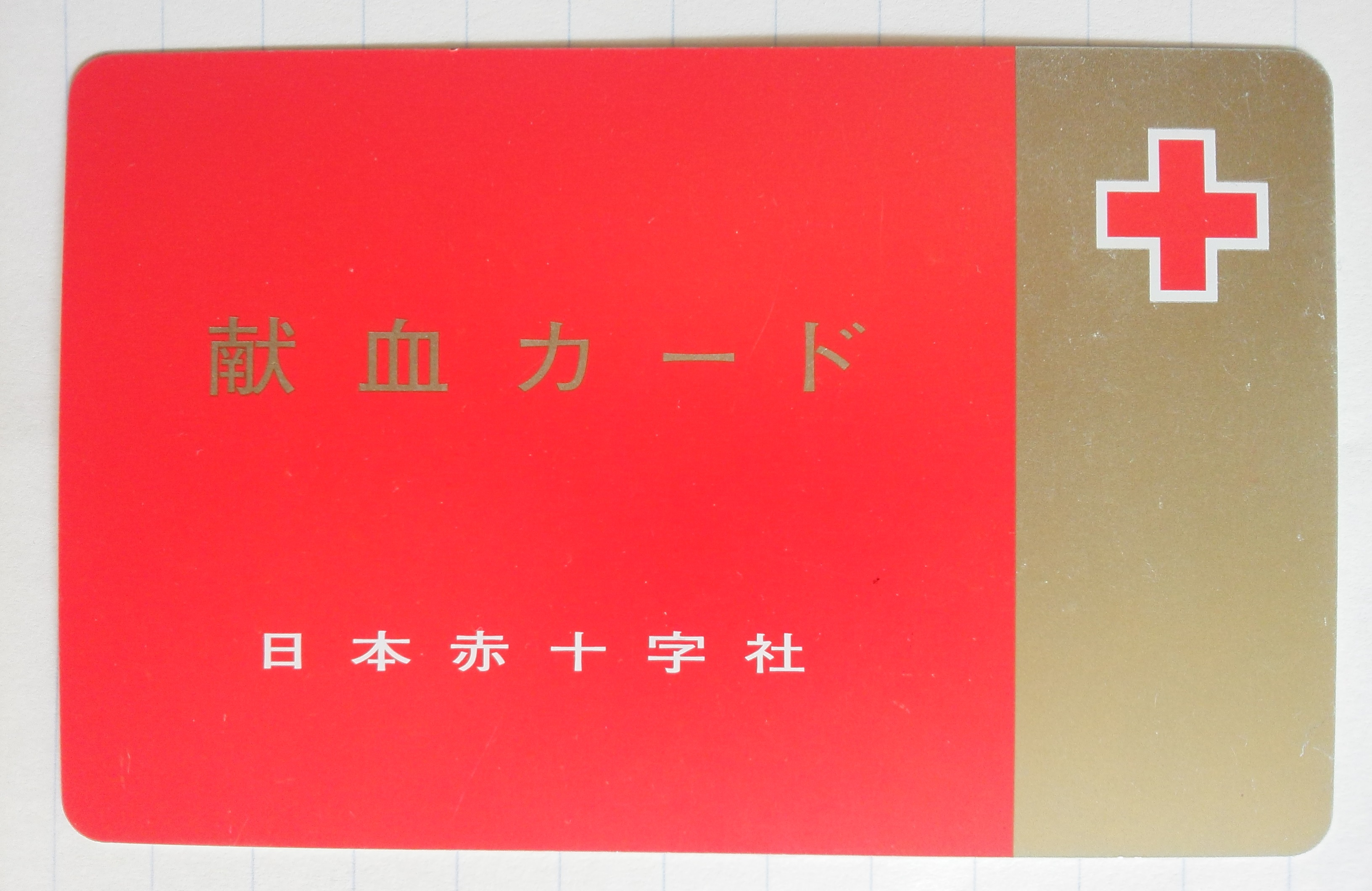
献血カードの表面。

献血カード（けんけつカード）は、日本国内の献血で、本人確認と献血履歴の記録に用いるカードである。

## 概要
日本赤十字社は2006年（平成18年）9月まで献血の際に献血手帳を使用していたが、献血者の本人確認と個人情報の管理を厳格化して10月から献血カードを導入した。
2026年（令和8年）1月4日に新規発行および更新を終了し、1月5日から複数回献血クラブ（ラブラッド）のスマートフォン用アプリケーション「ラブラッドアプリ」へ移行する。

## 仕様

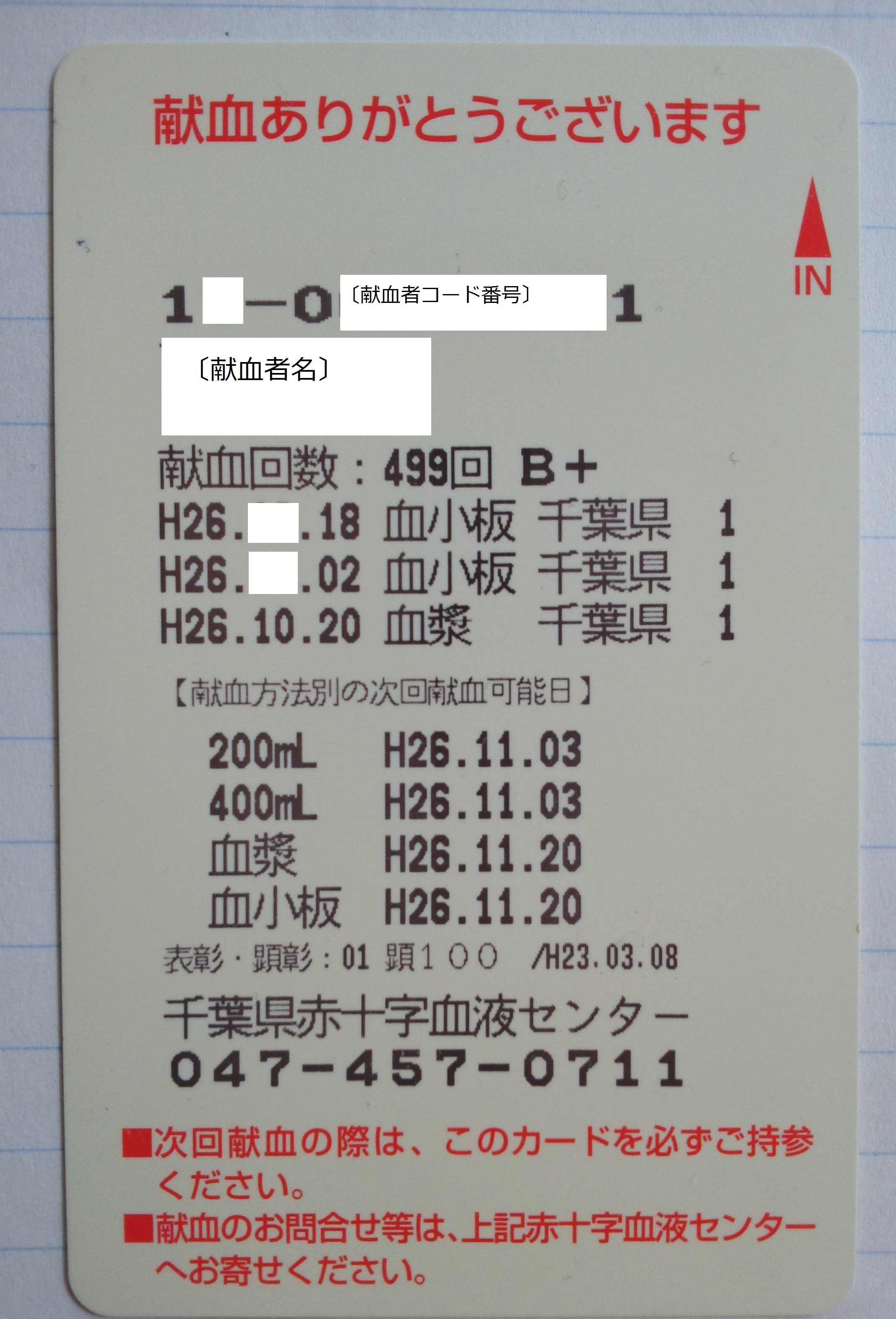
献血カードの裏面。

- 大きさは5.4センチメートル (cm) × 8.56cmで、日本の運転免許証と同じである。
- 表面に「献血カード」と「日本赤十字社」の表記がある。
- 裏面には名前や献血記録が印字してあり、印字は毎回書き換え（リライト）が可能である。
- 印字情報は上段から、献血者コード、献血者の姓（カタカナ）、献血者の名（カタカナ）、献血回数と血液型、直近3回分の献血履歴、献血方法別の次回献血可能日、最新の表彰と顕彰の記録、最新の献血センター名と電話番号。
  - 献血者コード：2桁＋8桁。前2桁は1回目の献血時に献血者登録した都道府県血液センターコード（「01」は東京都、「04」は北海道など）、後8桁は個人識別番号である。
  - 血液型：ABO式とRh式
  - 献血履歴：（左から）献血年月日、献血方法、採血センター名、本人確認区分（1 - 3の数字で記され、「1」は免許証やパスポートなど公的機関が発行するもので本人確認済、「2」は学生証や社員証などで本人確認済、「3」は本人確認ができなかった場合[注 1]。）
  - 表彰・顕彰 : 献血回数に達した場所の血液センターコードに続いて10回、30回、200回(以降100回刻み)で「顕10、顕200、顕300……」、70回「銀色」、100回「金色」、献血50回以上で満60歳を迎えた後に献血すると「感謝A」と表記される。
  - 献血方法別の次回献血可能日：献血が年齢や体重により選択不可な方法の欄は「××××××」と表示される。体重が45キログラム (kg) 以上50kg未満の男性は200ミリリットル (ml) 献血と成分献血は可能だが400ml献血は不可で、400ml献血の欄は「××××××」、55歳を迎えた後の女性は血小板献血が不可で血小板欄は「××××××」と表示される。
  - 最新の表彰・顕彰の記録：（左から）表彰センターコード、表彰名、表彰年月日

## カードの磁気情報
カードは磁気情報で氏名、住所、電話番号、体重、献血記録と、献血カード作成時に登録した暗証番号が記録されており、血液センターや献血ルーム、献血バスに設置する専用の端末機器のみで確認可能である。2回目以降の献血では、献血者自身が4桁の暗証番号を専用端末機に入力するか右手中指の静脈認証により本人確認する。暗証番号忘却時も身分証などで再度本人と確認すれば、献血可能で暗証番号も再設定可能である。

## 献血カード導入による利点
- 4桁の暗証番号を磁気情報でカード内に保有しており、応需の都度献血者の入力により本人確認が円滑になる。
- 献血手帳よりもサイズが小さく携帯が容易で、プラスチック製で耐久性が高まった。
- 次回献血可能日を表示し、献血者が自ら確認可能となった。
- 個人情報は、氏名のカタカナ表示のみとなった。

## 献血カードの歴史
- 1998年（平成10年）：北海道で献血カードの使用が始まるが、暗証番号は設定されていなかった。
- 2006年（平成18年）8月：札幌、山梨、岡山の各血液センターで先行導入した。
- 2006年（平成18年）10月：その他の血液センターで献血カードへ移行した。
- 2011年（平成23年）10月3日：複数回献血クラブ（ラブラッド）会員は、黒地に世界地図が描かれたカードか、赤地にけんけつちゃんが描かれたカードが選択可能となった[3]。
- 2026年（令和8年）1月4日：献血カードの新規発行および更新を終了[2]。

## 備考
- 「愛-Ca（アイカ）」の愛称がある。
- 献血Web会員サービス ラブラッドに登録すると別デザインの献血カードに変更をすることができる。